# Lithobius aokii
Lithobius aokii är en mångfotingart som beskrevs av Wataru Shinohara 1972. Lithobius aokii ingår i släktet Lithobius och familjen stenkrypare. Inga underarter finns listade i Catalogue of Life.